# Tijana Bošković
Tijana Bošković (serbisch-kyrillisch Тијана Бошковић; * 8. März 1997 in Trebinje, Bosnien-Herzegowina) ist eine serbische Volleyballspielerin.

## Karriere
Tijana Bošković spielt seit 2014 in der serbischen Nationalmannschaft auf der Diagonalposition. Sie wurde 2018 Weltmeisterin in Japan und gewann bei den Olympischen Spielen 2016 in Rio de Janeiro die Silbermedaille sowie bei den Olympischen Spielen 2021 in Tokio die Bronzemedaille. Bei der Weltmeisterschaft 2022 holte sie erneut den Titel.
Außerdem wurde Bošković 2014 U19-Europameisterin, 2015 Zweite im Weltpokal sowie 2017 und 2019 Europameisterin. Bošković spielte in ihrer Jugend bei ŽOK Hercegovac im heimatlichen Bileća und von 2011 bis 2015 bei OK Vizura Belgrad, mit dem sie serbischer Meister und Pokalsieger wurde. Seit 2015 ist die Diagonalangreiferin bei Eczacıbaşı Istanbul aktiv und wurde hier türkische Pokalsiegerin und Vizemeisterin, CEV-Pokalsiegerin sowie Klub-Weltmeisterin.
Bošković wurde bei verschiedenen internationalen Wettbewerben mehrfach individuell ausgezeichnet („Wertvollste Spielerin“, „Beste Angreiferin“), unter anderem wurde sie bei zwei Weltmeisterschaften in Folge (2018 und 2022) zur wertvollsten Spielerin gewählt.